# Conservatorio Nacional de Música (Guatemala)
El Conservatorio Nacional de Música de Guatemala —o Conservatorio Nacional «Germán Alcántara»— es una institución pública dedicada a la enseñanza de la música en Guatemala. Fue fundado por el gobierno del general Justo Rufino Barrios en 1873.  Lleva el nombre del insigne músico guatemalteco Germán Alcántara.

## Reseña histórica

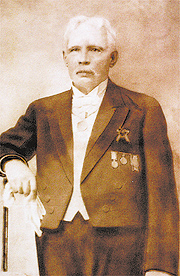
Maestro Juan Aberle, director fundador del Conservatorio.

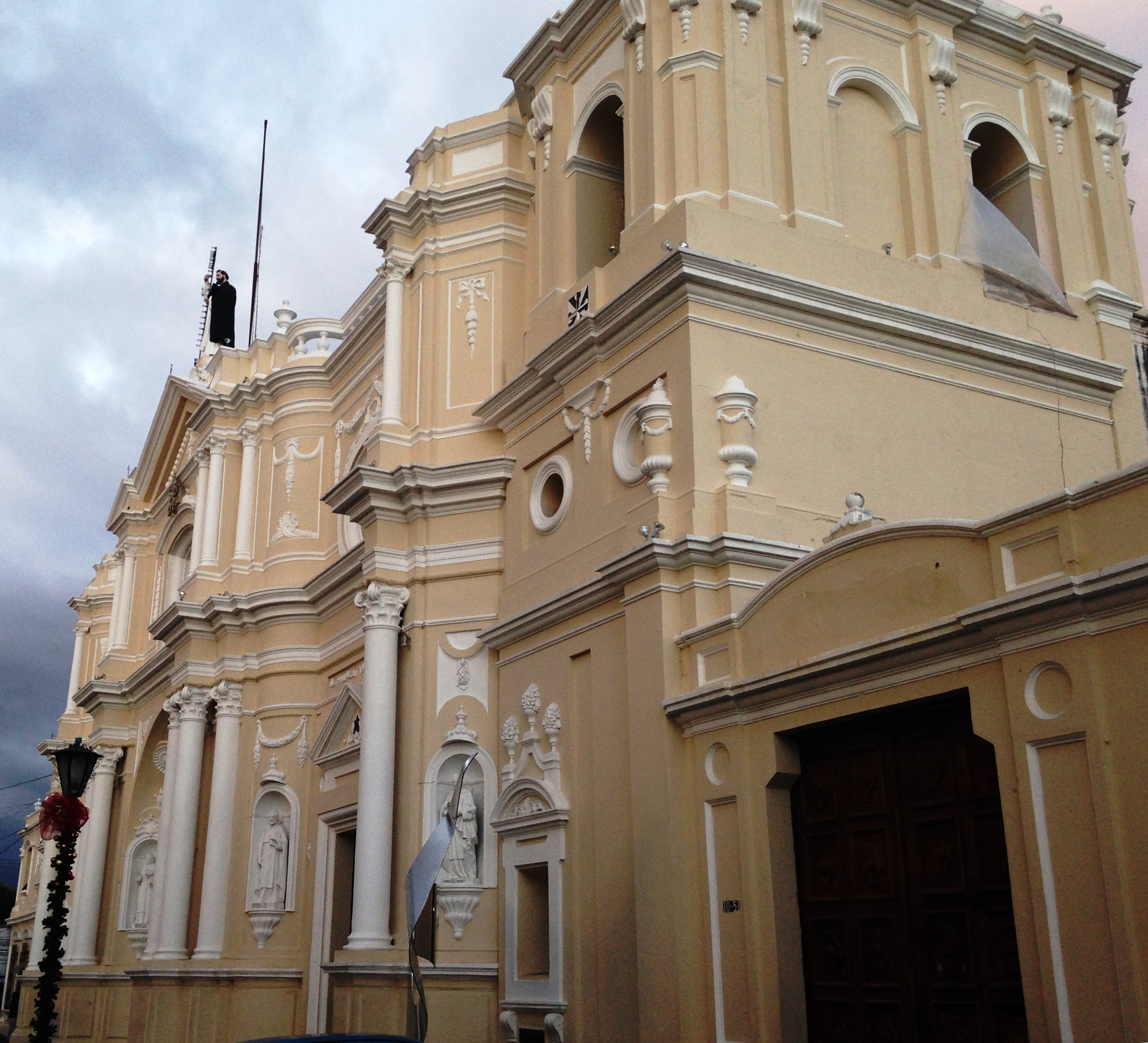
Atrio de la Iglesia de Santo Domingo en diciembre de 2015; la puerta a la extrema derecha en la fotografía era el ingreso a la primera sede del Conservatorio Nacional de Guatemala.

Fue fundado en 1873 por el maestro italiano Juan Aberle, quien, además, era el director de la Sociedad Filarmónica, y tuvo su primera sede en el convento de Iglesia de Santo Domingo, que fue expropiado a la Orden de Predicadores tras el triunfo de la Reforma Liberal en 1871. Su objeto principal fue desde un principio formar profesores de música, pero inicialmente no había reglamentos que rigieran convenientemente el estudio de cada instrumento en particular.
Su primer director fue el maestro Juan Aberle, quien además financiaba la institución con su propio peculio; los primeros alumnos fueron Víctor Manuel Figueroa, Juan Cividanes, Alfonso Méndez y Salvador Iriarte, quienes eran estudiantes internos.
Además de los recursos de Aberle, la institución recibía ayuda de la Sociedad Filarmónica de Guatemala, que también era presidida por el maestro italiano; finalmente, un acuerdo presidencial del general Justo Rufino Barrios del 17 de febrero de 1875 autoriza para que se le asigne la cantidad de 165 dólares semanales al Conservatorio; pero la ayuda gubernamental fue cortada pocos años después por el mismo general y pese a la ayuda de Daniel Quinteros, Pedro J. Pineda y la familia Rosemberg, Aberle cerró la institución y se trasladó a El Salvador.
El acuerdo gubernativo del 3 de agosto de 1880 reinició el proyecto del conservatorio en Guatemala, iniciando las actividades en el Convento de la Merced con los alumnos de la sección de música del Instituto de Artes y Oficios, con los de la Escuela de Sustitutos y con los que habían estudiado en Santo Domingo; el nuevo Conservatorio era una dependencia del Ministerio de Instrucción Pública. Debido al prestigio que habían ganado los estudiantes, el gobierno del general Barrios amplió la asignación presupuestaria para el plantel el 27 de diciembre de 1882.
En 1883 se trasladó a las instalaciones del Colegio «El Progreso» —antes Escuela «San José de Calazans», que había sido fundada por el arzobispo de Guatemala Cayetano Francos y Monroy en la década de 1790 y que había sido una de las dos escuelas primarias que hubo en Guatemala desde entonces—. En esta nueva sede fue fundada como «Escuela Nacional de Música y Declamación», y en ella se impartían cursos de música vocal e instrumental, además de declamación lírica y dramática; fue dotado con un archivo con obras de texto y de piezas de música y como director fue nombrado el maestro José Cayano.
Cuando Cayano se retiró, fue nombrado Vicente Andrino provisionalmente; en su lugar fue nombrado el alemán Emilio Dressner, entonces director de Banda Marcial de Guatemala, quien inmediatamente dispuso que el conservatorio debería depender del Ministerio de Guerra. Así, poco después de la muerte del general Justo Rufino Barrios en Chalchuapa, el 27 de mayo de 1885, el conservatorio fue militarizado; sin embargo, este cambio no fue productivo, y Dressner fue sustituido por el maestro Leopoldo Cantilena, mientras que el Conservatorio fue devuelto a la jurisdicción del Ministerio de Instrucción Pública por acuerdo del 9 de febrero de 1886 del gobierno del general Manuel Lisandro Barillas Bercián.
Por acuerdo del 12 de abril de 1892, Juan Aberle retornó a la dirección de Conservatorio; los estatutos de la institución fueron reformados el 23 de agosto de 1894 por el gobierno del general José María Reina Barrios, de la forma siguiente:
| Instrumento | Duración (años) | Comentarios                                                                 |
| ----------- | --------------- | --------------------------------------------------------------------------- |
| Piano       | Ocho            | El curso elemental duraba cinco años y el de perfeccionamiento tres años.   |
| Violín      | Nueve           | El curso elemental duraba cinco años y el de perfeccionamiento cuatro años. |
| Violoncello | Nueve           | El curso elemental duraba cinco años y el de perfeccionamiento cuatro años. |
| Contrabajo  | Seis            | No requería de perfeccionamiento.                                           |
| Corno       | Seis            | No requería de perfeccionamiento.                                           |
| Trombón     | Seis            | No requería de perfeccionamiento.                                           |
| Trompeta    | Seis            | No requería de perfeccionamiento.                                           |
| Flauta      | Siete           | No requería de perfeccionamiento.                                           |
| Clarinete   | Siete           | No requería de perfeccionamiento.                                           |
| Oboe        | Siete           | No requería de perfeccionamiento.                                           |
| Fagote      | Siete           | No requería de perfeccionamiento.                                           |

En esa época el gobierno otorgaba becas para estudiantes que tuvieran entre nueve y quince años de edad, que fueran aprobados en un examen de admisión y que pasaran exitosamente una evaluación médica para determinar si su condición física le permitía dedicarse al estudio de un determinado instrumento.
Aberle dejó la dirección en 1896, y fue sustituido por el pianista y compositor Julián González, a quien sucedieron en la dirección Ángel Disconzi, Luis Felipe Arias y Germán Alcántara.  Al morir Alcántara en 1910, fue sustituido por el maestro pianista Herculano Alvarado, quien desempeño el puesto de director hasta la clausura temporal del plantel durante los terremotos de 1917-18. En el período de su administración se instituyeron algunas las cátedras como las de solfeo, canto, piano y arpa para señoritas.
En 1955, el gobierno del coronel Carlos Castillo Armas concluyó la construcción del edificio que sirve como sede actual del Conservatorio Nacional. Posteriormente el conservatorio pasó a la jurisdicción del Instituto Nacional de Bellas Artes, siempre perteneciente al Ministerio de Educación, hasta que de acuerdo al Acuerdo Gubernativo número 55 del 1 de marzo de 1968, se creó el reglamento general en el que quedó aprobado el pensum de estudios que ha sido utilizado desde entonces. Desde su construcción, el Conservatorio ha sido remodelado en varias ocasiones, pero su infraestructura todavía es deficiente en varias áreas.

## Maestros distinguidos
- Rafael Álvarez Ovalle[9]
- Alma Rosa Gaytán

## Directores

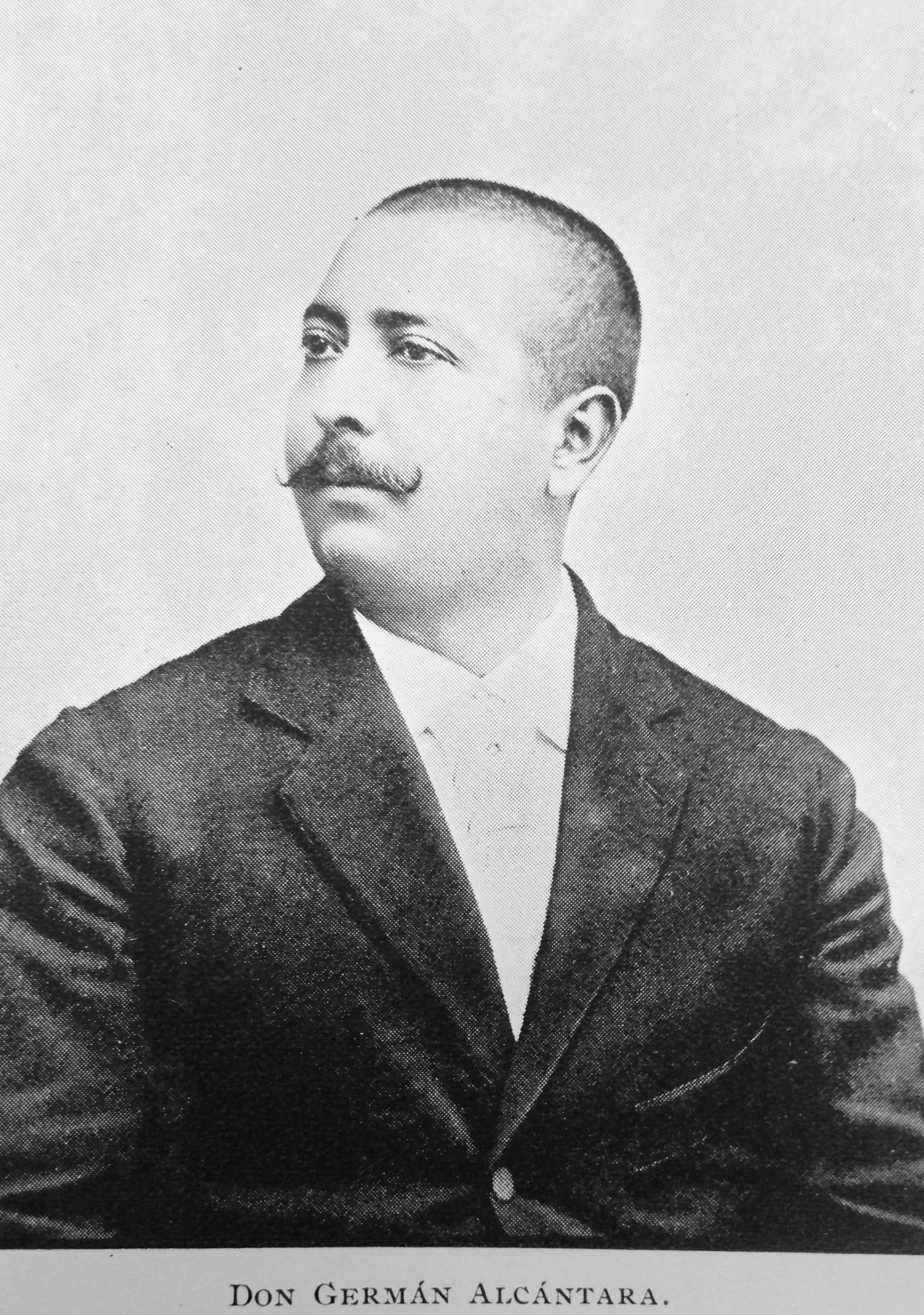
Maestro Germán Alcántara, director del Conservatorio de 1906 a 1910. Fotografía de La Ilustración Guatemalteca.

| Nombre             | Nacionalidad | Período   |
| ------------------ | ------------ | --------- |
| Juan Aberle        | Italia       | 1873-1879 |
| José Cayano        | Guatemala    | 1883-1884 |
| Vicente Andrino    | Guatemala    | 1885      |
| Emilio Dressner    | Alemania     | 1885-1886 |
| Leopoldo Cantilena |              | 1886-1892 |
| Juan Aberle        | Italia       | 1892-1895 |
| Julián González    | Guatemala    | 1896-1898 |
| Angel Disconzi     | Italia       | 1898-1901 |
| Luis Felipe Arias  | Guatemala    | 1901-1906 |
| Germán Alcántara   | Guatemala    | 1906-1910 |
| Eduardo Lebegot    |              | 1910-1911 |
| Herculano Alvarado | Guatemala    | 1911-1917 |
| Luis Roche         | Guatemala    | 1918-1924 |
| Antonio Vidal      | Guatemala    |           |